# Recherche Lisa désespérément
 (août 2025).
Si vous disposez d'ouvrages ou d'articles de référence ou si vous connaissez des sites web de qualité traitant du thème abordé ici, merci de compléter l'article en donnant les références utiles à sa vérifiabilité et en les liant à la section « Notes et références ».
Recherche Lisa désespérément est un épisode de la série télévisée d'animation Les Simpson. Il s'agit du troisième épisode de la trente-sixième saison et du 771e de la série.

## Synopsis
Marre d'entendre Lisa se plaindre de Springfield, Marge l'envoie avec Patty et Selma à Capital City .Lisa rencontre certains des artistes urbains de la ville qui l'invitent à se joindre à eux pour une fête où se réunissent des individus partageant les mêmes idées. Lisa décide que cette culture est son avenir plutôt que Springfield et se laisse emporter dans un voyage surréaliste à travers la scène artistique et théâtrale de Capital City, pour découvrir bientôt que les choses ne sont pas ce qu'elles semblent être.

## Réception
Lors de sa première diffusion, l'épisode a attiré 2,02 million de téléspectateurs.